# Wiener Bonbons
Wiener Bonbons (Bonbons de Vienne) est une valse de Johann Strauss II (op. 307). L'œuvre est créée le 28 janvier 1866 dans la salle Redouten de la Hofburg de Vienne.

## Histoire
La valse est écrite pour le bal du carnaval de 1866 de la Société industrielle  de la monarchie du Danube et est jouée dans la salle Redouten de la Hofburg. Cependant, elle n'est pas la valse spécialement dévouée à la société. Johann Strauss laisse la composition de cette œuvre à son frère Josef qui compose alors la valse Deutsche Grüße (Opus 191), consacrée à la Société industrielle.
La Valse Wiener Bonbons viennois est dédiée à la princesse Pauline von Metternich (1836-1921), épouse de Richard Klemens von Metternich (1829-1895), alors ambassadeur d'Autriche à Paris. L'idée de cette dédicace est de recevoir le soutien local de la princesse à l'occasion d'un voyage prévu à Paris par Johann Strauss. L’œuvre elle-même connaît alors un grand succès et reste encore aujourd’hui l’un des chefs-d’œuvre du compositeur.

## Durée
Sa durée d'exécution est de 9 minutes et 16 secondes. Elle peut varier selon l'interprétation musicale du chef d'orchestre.

## Interprétations notables
La pièce est jouée lors du célèbre concert du nouvel an à Vienne : en 1955, 1958, 1963, 1967 et 1978 (Willi Boskvosky) ; 1983 (Lorin Maazel) ; 1998 (Zubin Mehta) ; 2010 (Georges Prêtre); 2024 (Christian Thielemann)